# Байсак, Михаил Григорьевич
Михаил Григорьевич Байсак (укр. Михайло Григорович Байсак; род. 13 апреля 1921 года — ум. 6 апреля 2007 года) — советский и украинский писатель, военный и общественный деятель, контр-адмирал в отставке. В последние годы жизни — председатель Севастопольского отделения Всеукраинского объединения ветеранов войны.

## Биография
Родился 13 апреля 1921 года в селе Овнянка (ныне Счастливое) Александрийского района Кировоградской области в крестьянской семье.
В 1939—1940 годах работал секретарём райкома комсомола в Петровском районе Кировоградской области. В конце 1940 года был призван на срочную службу на Черноморский флот, где окончил школу вооружения учебного отряда по специальности торпедиста.

### Великая Отечественная война
С началом Великой Отечественной войны назначен в состав 1-го Севастопольского морского полка. Участвовал в обороне Севастополя. За отвагу, проявленную в боях, был зачислен в кадры политсостава с присвоением звания младший политрук и назначен на должность заместителя политрука в 8-ю бригаду морской пехоты Черноморского флота. Адъютант П. Ф. Горпищенко.
29 июня 1942 года Байсак вместе с группой матросов, которыми командовал, вступил в схватку с немецким десантом, который высадился на Графской пристани. В ходе боя политрук лично уничтожил из пулемета свыше 50 гитлеровцев. На следующий день, когда в Севастополе прекратилось организованное сопротивление, Байсак организовал из бойцов разрозненных частей в районе Казачьей бухты роту автоматчиков и в течение двух дней держал оборону на мысе Херсонес, уничтожив до батальона вражеской пехоты и два танка. Когда закончились боеприпасы, а от роты осталось совсем мало людей, политрук Байсак вместе с 12 краснофлотцами вышел в море на небольшом, изготовленном из подручных материалов плоту. После налета вражеских самолетов на плоту в живых осталось только двое моряков и тяжело ранен, в бессознательном состоянии, Михаил Байсак, которые были найдены и доставлены в Новороссийск сторожевым катером в ночь на 4 июля.
После эвакуации Михаил Байсак был назначен в маневренно-манипуляторный гидрографический отряд, в составе которого принимал участие в обороне Кавказа и Новороссийской десантной операции.
За «мужество и героизм, проявленные на фронте борьбы с немецко-фашистскими захватчиками» Михаил Григорьевич Байсак был представлен к присвоению звания Героя Советского Союза, но награду так и не получил.

### Послевоенный период
С 1944 по 1950 годы Михаил Байсак — заместитель командира по политической части базового тральщика ЭМТЩ-407 «Мина». Принимал участие в боевом тралении коммуникаций Чёрного моря, бухт Севастополя.
В 1950—1951 годах капитан 3-го ранга Байсак работал инструктором Главного политуправления ВМФ СССР, с 1951 по 1954 годы учился в Военно-политической академии имени Ленина. Затем служил заместителем командира на эсминцах «Осторожный» Северного флота и «Бесследный» Черноморского флота.
С 1957 года капитан 2-го ранга Байсак — заместитель командира базы 41-й дивизии торпедных катеров Черноморского флота. В 1960—1964 годах был заместителем командира отдельного полка связи Черноморского флота, а в 1964—1968 годах занимал должность заместителя начальника одного из управлений Министерства обороны СССР.
После увольнения в запас в 1968 году капитан 1-го ранга Михаил Байсак поселился в Севастополе.

### Писатель, общественный деятель
После увольнения из рядов Вооруженных Сил, М. Г. Байсак много внимания уделял ветеранской работе: много лет был председателем совета ветеранов морской пехоты Черноморского флота, председателем совета участников героической обороны и освобождения Севастополя, первым заместителем председателя Севастопольского городского совета ветеранов, членом Совета старейшин города.
За собранными по крупицам материалами и документами периода обороны Севастополя Михаил Григорьевич написал документальную повесть «Матросы идут по земле», которая в 1982 году была отмечена литературной премией имени Александра Фадеева. Другие произведения Байсака — документальные повести «Море в огне» (1995 год), «Тех дней не смолкнет слава» (2005 год), в соавторстве «Нам дороги их имена» (1976 год), «Вечный свет подвига» (1995). Михаил Байсак — автор более полутора тысяч рассказов, очерков, статей.
Михаил Байсак внёс значительный вклад в поисковую работу, сумев установить судьбу более чем 400 однополчан — морских пехотинцев, которые числились без вести пропавшими. Его усилиями удалось собрать и передать музеям более 5 тысяч документов и экспонатов. После провозглашения независимости Украины он оказывал активное содействие строительству украинского флота.
Указом Президента Украины от 22 июня 2000 года № 817/2000 за «весомый вклад в защиту Отечества и активное участие в общественной жизни в мирное время» капитану 1-го ранга Байсаку М. Г. присвоено воинское звание контр-адмирал.
Михаил Григорьевич Байсак умер 6 апреля 2007 года на 85-м году жизни. Похоронен в Севастополе.

## Память
Имя Михаила Байсака занесено в книгу «Солдаты XX века» в раздел «200 выдающихся деятелей современности-участников Великой Отечественной войны». Почётный гражданин села Счастливое Александрийского района Кировоградской области.

### Награды
Награждён семью орденами, в том числе:
- украинским орденом Богдана Хмельницкого III степени,
- орденом Красного знамени,
- Орден Красной Звезды, (24.05.1943)[4]
- Орден Красной Звезды, (30.12.1956)[4]
- Орден Отечественной войны 1 степени, (06.04.1985)[5]

а также тридцатью медалями, среди которых:
- медаль «За боевые заслуги», (02.06.1951)[4]
- медаль «За оборону Севастополя»,[4]
- медаль «За оборону Кавказа»[4]
- медаль «За победу над Германией в Великой Отечественной войне 1941—1945 гг.»[4]